# Woodbridge (Connecticut)
Woodbridge es un pueblo ubicado en el condado de New Haven en el estado estadounidense de Connecticut. En el año 2005 tenía una población de 9,264 habitantes y una densidad poblacional de 190 personas por km².

## Geografía
Ashford se encuentra ubicado en las coordenadas 41°21′15″N 73°00′41″O / 41.35417, -73.01139.

## Demografía
Según la Oficina del Censo en 2000 los ingresos medios por hogar en la localidad eran de $102,121 y los ingresos medios por familia eran $111,729. Los hombres tenían unos ingresos medios de $75,965 frente a los $41,731 para las mujeres. La renta per cápita para la localidad era de $49,049. Alrededor del 2.3% de la población estaban por debajo del umbral de pobreza.